# Tobie Robatel
Tobie Robatel, né le 19 septembre 1850 à Lyon et mort le 29 juillet 1935 à Collonges-au-Mont-d'Or, est un ingénieur français, dirigeant de la société lyonnaise de construction automobile, Buffaud & Robatel.

## Biographie
Il est élève de la La Martinière puis de l'école centrale,. 
En 1878, il se marie avec la fille de l'industriel Benoît Buffaud dont l'entreprise devient Buffaud & Robatel, dont il prendra la direction.

## Distinctions
- Médaille d'honneur de la mutualité
- Commandeur de la Légion d'Honneur
- Une place de Lyon, la place Tobie-Robatel, porte son nom.
- Son nom est mentionné sur la plaque inaugurale du Monument aux Grands Hommes de la Martinière.